# Plethodon vehiculum
Plethodon vehiculum (tên tiếng Anh: Western Redback Salamander) là một loài kỳ giông trong họ Plethodontidae.
Nó được tìm thấy ở Bắc Mỹ.
Các môi trường sống tự nhiên của chúng là các khu rừng ôn hòa và vùng nhiều đá.